# John Parkinson

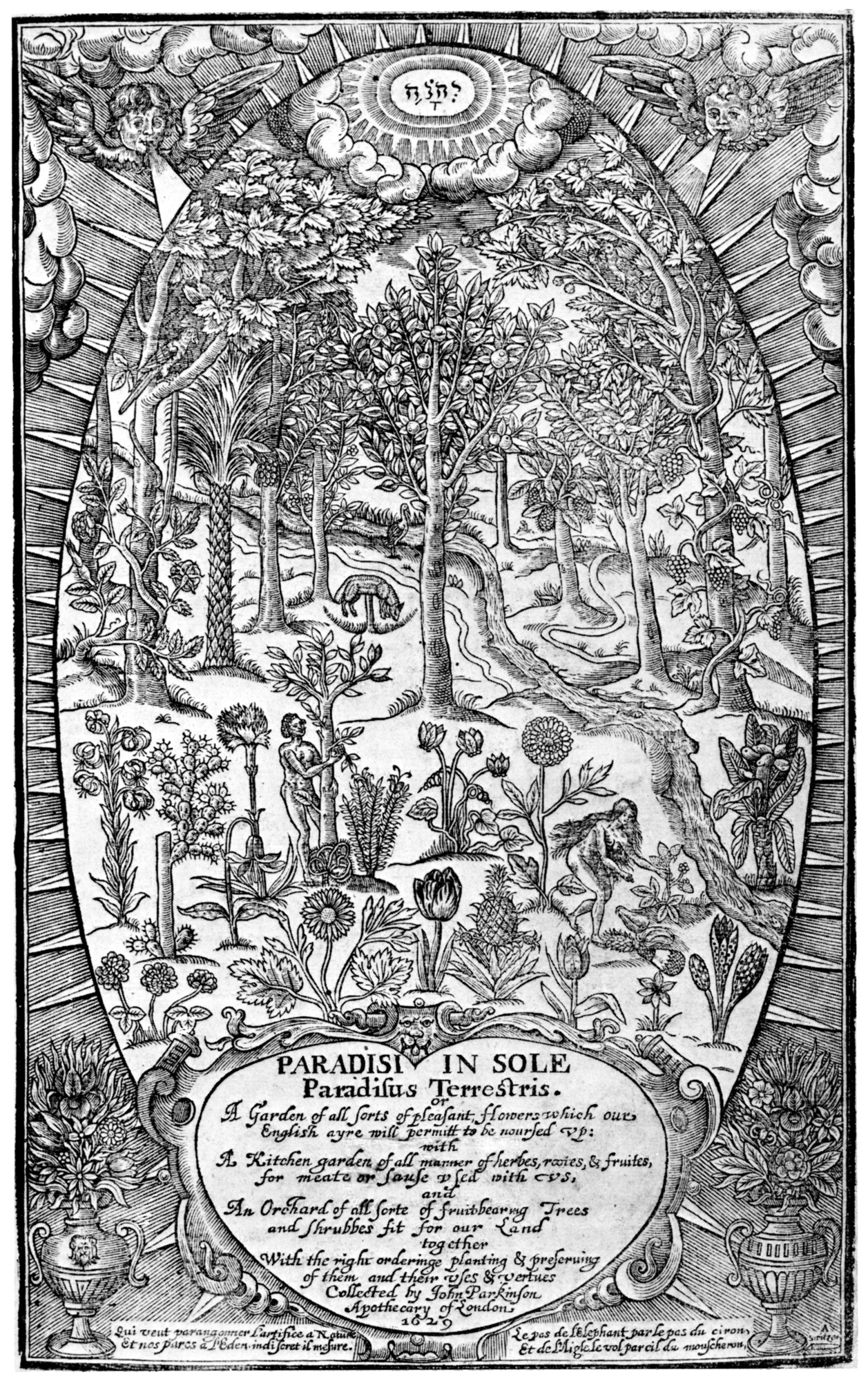
Frontispicio de Paradisi in Sole Paradisus Terrestris mostrando Adán & Eva en el jardín del Edén con un cordero vegetal de Tartaria (al centro)

John Parkinson ( 1567 - 1650 ) fue un botánico inglés.

## Biografía
Boticario de profesión, cultivó un jardín botánico en Londres, donde conservaba cerca de 500 especies. Fue farmacéutico de Jacobo I; recibiendo el título de herborista de Carlos I , en 1629, después de la publicación de Paradisi in Sole Paradisus Terrestris; tratándose más de un libro de jardinería que de botánica en sentido estricto; dando consejos para el cultivo de flores, plantas culinarias y de orquídeas. Describió un millar de especies donde 780 fueron objeto de ilustraciones (sobre todo de las obras de Charles de l'Écluse (1525-1609), de Mathias de l'Obel (1538-1616) y de muchos otros).
En 1640, publicó Theatrum botanicum, complementario del precedente, y tratando sobre todo de hierbas medicinales; allí describió 3.800 especies.

## Algunas publicaciones
- Parkinson, John (1629). Paradisi in Sole Paradisus Terrestris: Or A Garden of All Sorts of Pleasant Flowers which our English Ayre will Permitt to be Noursed Vp. With a Kitchen Garden of All Manner of Herbes, Rootes, & Fruites, for Meate or Sause Vsed with Vs, and an Orchard of All Sorte of Fruitbearing Trees and Shrubbes Fit for Our Land. Together with the Right Orderinge, Planting & Preserving of Them and Their Uses and Vertues Collected by Iohn Parkinson Apothecary of London. London: Printed by Hvmfrey Lownes and Robert Yovng at the Signe of the Starre on Bread-Street Hill. doi:10.5962/bhl.title.7100. Consultado el 29 de diciembre de 2014. folio. En algunas copias la carátula es de xilografía; en otros es impreso (fechado 1635) Otras ediciones y reimpresos:
  - Parkinson, John (1656). Paradisi in Sole Paradisus Terrestris, or, A Choise Garden of All Sorts of Rarest Flowers with their Nature, Place of Birth, Time of Flowring, Names, and Vertues to Each Plant, Useful in Physic or Admired for Beauty: To which is Annext a Kitchin-Garden Furnished with All Manner of Herbs, Roots, and Fruits, for Meat or Sauce Used with Us, with the Art of Planting an Orchard... All Unmentioned in Former Herbals. Londres: impreso R.N. & vendidos × Richard Thrale en su tienda con el signo de la Cross-Keys en S. Pauls, entrando en el lado Cheap. Folio.
  - Parkinson, John; Alfred H. Hyatt (comp.) (1904). A Garden of Pleasant Flowers: Being a Description of the Most Familiar of Our English Garden Flowers from the Famous Collection of John Parkinson. Londres: T.N. Foulis. 
  - Parkinson, John (1904). Paradisi in Sole Paradisus Terrestris... Faithfully Reprinted from the Edition of 1629. Londres: Methuen & Co. doi:10.5962/bhl.title.24488. Consultado el 29 de diciembre de 2014.
  - Parkinson, John (1975). Paradisi in Sole Paradisus Terrestris, etc. [The English Experience; no. 758]. Amsterdam; Norwood, N.J.: Theatrum Orbis Terrarum; Walter J. Johnson. Facsímil de la edición 1629 sin carátula tipográfica, con copias en la Bodleian Library
  - Parkinson, John (1976). Paradisi in Sole, etc. New York, N.Y.: Dover Publications. ISBN 0-486-23392-8. Facsímil de la ed. de 1629
  - Parkinson, John (1976). A Garden of Pleasant Flowers. New York, N.Y.; London: Dover Publications; Constable. ISBN 0-486-23392-8.
- Parkinson, John (1640). Theatrum Botanicum : The Theater of Plants. Or, An Herball of a Large Extent, Containing therein a More Ample and Exact History and Declaration of the Physicall Herbs and Plants that are in Other Authours, Encreased by the Accesse of Many Hundreds of New, Rare, and Strange Plants from All the Parts of the World, with Sundry Gummes, and Other Physicall Materials, than hath beene hitherto Published by Any before; and a Most Large Demonstration of their Natures and Vertues. Shevving vvithall the Many Errors, Differences, and Oversights of Sundry Authors that have Formerly Written of Them; and a Certaine Confidence, or most Probable Conjecture of the True and Genuine Herbes and Plants. Distributed into Sundry Classes or Tribes, for the More Easie Knowledge of the Many Herbes of One Nature and Property, with the Chiefe Notes of Dr. Lobel, Dr. Bonham, and Others Inserted therein. Collected by the Many Years Travaile, Industry, and Experience in this Subject, by Iohn Parkinson Apothecary of London, and the Kings Herbalist. And Published by the Kings Majestyes Especiall Priviledge. Londres: Thomas Cotes. Folio. Rempreso:
  - Parkinson, John (1967). A Fragment from Theatrum Botanicum, "or An Herball of a Large Extent". Falls Village, Conn.: Herb Grower Press.
  - Parkinson, John (1982). Theatrum botanicum: Or an Herball of a Large Extente. [S.l.]: Remous.

## Honores

### Epónimos
- (Fabaceae) Parkinsonia Plum. ex L.[1]